# Фахрутдинов, Денис Вилевич
Денис Вилевич Фахрутдинов (род. 21 марта 1990, Нижнекамск, Татарская АССР) — российский хоккеист, нападающий. Мастер спорта России международного класса. Тренер.

## Биография
Встал на коньки в три года, начал заниматься хоккеем под руководством отца. В девятом классе был исключён из общеобразовательной школы, так как редко ее посещал; окончил вечернюю школу. Воспитанник нижнекамского «Нефтехимика», в 2002—2004 годах играл в открытом чемпионате Москвы среди юношей за «Локомотив» Ярославль. С сезона 2005/06 — игрок «Нефтехимика-2» в первой лиге. В сезоне 2007/08 дебютировал за «Нефтехимик» в Суперлиге, проведя 15 матчей. В следующем сезоне сыграл два матча в КХЛ и перешёл в «Нефтяник» Лениногорск. Сезон 2009/10 начал в альметьевском «Нефтянике», затем перешёл в «Ариаду-Акпарс» Волжск. 10 сезонов отыграл в ВХЛ за команды «Ариада-Акпарс» (2010/11 — 2012/13), «Рубин» Тюмень (2013/14), ТХК Тверь (2013/14 — 2014/15), «Спутник» Нижний Тагил (2015/16), «Нефтяник» Альметьевск и «Саров» (2016/17), «Сарыарка» Караганда (2017/18), «Южный Урал» Орск (2017/18 — 2018/19), «Молот-Прикамье» Пермь, «Чэнтоу» и ЦСК ВВС Самара (все — 2019/20).
В июне 2020 года уехал в казахстанский клуб «Арлан», но завершил карьеру.
Победитель хоккейного турнира зимней Универсиады 2009 года.
Детский тренер в школе Draft pro (Казань, 2021—2022), академии Сайфуллина (Казань, 2022—2023). С 2023 года — тренер в школе «Нефтехимика».